# ارزیابی بر اساس هزینه‌های سفر
روش ارزیابی اقتصادی هزینه‌های سفر، تجزیه و تحلیل هزینه‌های سفر یا روش کلاوسون یک روش بر پایه روش ترجیحات آشکار شده برای ارزیابی اقتصادی است که در تحلیل هزینه-فایده، برای محاسبه ارزش چیزهایی که قیمت آن از طریق مکانسیم بازار تعیین نمی‌شود (برای مثال پارک‌های ملی، سواحل، اکوسیستم‌ها)، استفاده می‌شود. هدف این روش محاسبه تمایل به پرداخت برای مراکز (با در نظر گرفتن هزینه ثابت) است. این روش اولین بار در سال ۱۹۴۷ توسط هارولد هاتلینگ، در نامه ای به مدیر خدمات پارک ملی در راستای ارایه روشی برای سنجش ارزش تفریحات پیشنهاد شد و به دنبال آن کلاوسون (۱۹۵۹) آن را اصلاح کرده و گسترش داد. از این روش برای تخمین قیمت سایه نیز استفاده می‌شود.

## روش‌شناسی
فرض اساسی این روش آن است که هر فرد، مقادیر مختلفی از زمان و پول را برای بازدید از یک مکان خاص صرف می‌کند. هرچه فرد از آن مکان دورتر باشد، وقت و هزینه بیشتری را باید صرف کند و همچنین احتمال سفر مجدد او نیز کمتر است. افراد نزدیکتر دفعات بیشتری را (برای مثال در یک سال) برای بازدید به آنجا می‌روند و هزینه و وقت کمتری نیز، در هر بار مراجعه صرف می‌کنند. با تناسب توزیع افراد در این طیف، از میانگین هزینه‌های حمل و نقل و هزینه فرصت که برای سفر به یک سایت تفریحی صرف می‌شود، برای تعیین ارزش سایت استفاده می‌شود. ممکن است رویکردهای مختلفی در جمع‌آوری واقعی داده‌ها یا تخمین آنها استفاده شود. روش ارزیابی بر اساس هزینه‌های سفر، یک روش بر مبنای روش ترجیحات آشکار شده‌است، زیرا در پی رفتار واقعی انسان است تا بتواند ارزشی را که مردم برای چیزی قائل هستند، بدست بیاورد.
در این روش:
- نمونه ای از بازدیدکنندگان مرکز انتخاب می‌شوند
- این بازدید کنندگان با توجه به مسافت پیموده شده برای رسیدن به مرکز در گروه‌هایی دسته‌بندی می‌شوند.
- میانگین مسافت و متوسط هزینه سفر تا مرکز برای هر گروه محاسبه می‌شود.
- نرخ بازدید برای هر گروه محاسبه می‌شود.

پ. ن) نرخ بازدید: تعداد بازدیدکنندگانی که از یک منطقه معین می‌آیند/ جمعیت آن منطقه
- برای ایجاد منحنی نرخ بازدید باید توجه داشت که نرخ بازدید با هزینه نسبت عکس دارد.

نرخ بازدید = f × (هزینه سفر به آن مرکز از یک منطقه معین)
VR=a+b.C
- سپس می‌توان از این منحنی برای بدست آوردن نرخ بازدید با توجه به تفاوت سطح هزینه کل استفاده کرد.
- این امکان را فراهم می‌کند که با توجه به متفاوت بودن قیمت مراکز مختلف، تعداد بازدید کنندگان از هر گروه تخمین زده شود.
- برای ایجاد منحنی تقاضا برای مراکز، می‌توان مجموع تعداد بازدیدکنندگان از هر گروه را در مقابل سطوح متفاوت قیمت مراکز رسم کرد
- ناحیه زیر منحنی تقاضا، تمایل به پرداخت برای مراکز را نشان می‌دهد که می‌تواند به عنوان روشی برای تحلیل هزینه-فایده استفاده شود.